# Blepharipa auricaudata
Blepharipa auricaudata är en tvåvingeart som först beskrevs av Townsend 1933.  Blepharipa auricaudata ingår i släktet Blepharipa och familjen parasitflugor. Inga underarter finns listade i Catalogue of Life.